# Rebouças
Rebouças là một đô thị thuộc bang Paraná, Brasil. Đô thị này có diện tích 481,843 km², dân số năm 2007 là 14558 người, mật độ 29,5 người/km².